# Sphodros paisano
Sphodros paisano  (лат.) — вид мигаломорфных пауков из семейства Atypidae, распространённый в Северной Америке (США и Мексика). Длина самок 17,7 мм, самцов 11,80 мм. Головогрудь и хелицеры от светло-жёлтого до оранжево-коричневого. Стернум, лабиум оранжевые. Ноги  желтовато-коричневые. Брюшко от пурпурного до чёрного. В Техасе самцы обнаруживаются с мая по август, а самки в марте. Вид был впервые описан в 1980 году американскими арахнологами доктором Виллисом Джоном Герчом (1906—1998) и профессором Норманом Платником. Видовое название S. paisano создано на основе испанского слова «paisano», означающего «сельский житель».